# Xenophoridae
Xenophoridae is een uitgestorven familie van weekdieren uit de klasse van de Gastropoda (slakken).

## Geslachten
- Onustus Swainson, 1840
- Stellaria Möller, 1832
- Xenophora Fischer von Waldheim, 1807